# El monjo i el rifle
El monjo i el rifle (títol original en anglès, The Monk and the Gun) és una pel·lícula dramàtica del 2023 dirigida, escrita i coproduïda per Pawo Choyning Dorji. És protagonitzada per Tandin Wangchuk, Deki Lhamo, Pema Zangmo Sherpa, Tandin Sonam, Harry Einhorn, Choeying Jatsho, Tandin Phubz, Yuphel. Lhendup Selden i Kelsang Choejay. És una coproducció internacional entre Bhutan, Taiwan, França, els Estats Units i Hong Kong. S'ha doblat i subtitulat al català.
Es va exhibir per primer cop al 50è Festival de Cinema de Telluride l'1 de setembre de 2023. La pel·lícula es va estrenar als cinemes a Amèrica del Nord el 2 de febrer de 2024.

## Repartiment
- Harry Einhorn com a Ron Coleman
- Tandin Wangchuk com a Tashi
- Deki Lhamo com a Tshomo
- Pema Zangmo Sherpa com a Tshering Yangden
- Tandin Sonam com a Benji
- Choeying Jatsho com a Choephel
- Tandin Phubz com a Phurba
- Yuphel Lhendup Selden
- Kelsang Choejay

## Premis i reconeixements
Va ser seleccionada com a candidata bhutanesa per a l'Oscar a la millor pel·lícula internacional a la 96a edició dels premis, i va ser una de les 15 pel·lícules finalistes de desembre. El film va guanyar el premi del públic al Festival Internacional de Cinema de Vancouver de 2023. També va ser guardonada amb el Premi Especial del Jurat al Festival de Cinema de Roma del mateix any.